# Constanze Engelbrecht
Constanze Engelbrecht (6 de enero de 1950 - 21 de julio de 2000) fue una actriz alemana de cine y televisión. Engelbrecht fue una de las actrices más populares en Alemania entre 1980 y 1990. Apareció en más de setenta películas entre 1960 y 1998. Su hija Julie Engelbrecht también es actriz.

## Filmografía seleccionada
| Año  | Título                       | Rol | Notas |
| ---- | ---------------------------- | --- | ----- |
| 1990 | Marco – Über Meere und Berge |     |       |
| 1992 | Shining Through              |     |       |
| 1993 | Fiorile                      |     |       |
| 1998 | Le Comte de Monte Cristo     |     |       |